# Them Bones
«Them Bones» (с англ. — «Кости») — песня американской рок-группы Alice in Chains, второй сингл с их второго студийного альбома Dirt (1992). Достигла 24-го места в чарте Billboard Mainstream Rock и 30-го места в чарте Modern Rock Tracks. Вошла в сборники Nothing Safe: Best of the Box (1999), Music Bank (1999), Greatest Hits (2001) и The Essential Alice in Chains (2006). Живое исполнение композиции вошло в концертный альбом Live (2000).

## Структура
Песня написана гитаристом Джерри Кантреллом в тональности до-диез минор. Хроматические риффы исполняются в размере 7
8, за исключением припева в 4
4. В интервью Guitar World в 1998 году Кантрелл рассказал об использовании нестандартных размеров в музыке:

Даже не знаю, откуда они берутся, просто сами собой получаются. Мог бы сесть и разобраться, но что толку? Неровные размеры просто круче: людей застаёт врасплох, когда ты так резко переключаешь передачу, они даже понять не успевают, откуда прилетело. Ещё эффективно замедлить темп, а потом как дать по газам! У Alice in Chains много материала с таким приёмом — «Them Bones» — отличная песня с нестандартным размером.
Оригинальный текст (англ.)I really don’t know where that comes from; it just comes naturally to me. I could sit down and figure it out, but what’s the use? Off-time stuff is just more exciting — it takes people by surprise when you shift gears like that before they even know what the hell hit ’em. It's also effective when you slow something down and then slam ’em into the dash. A lot of Alice stuff is written that way — ‘Them Bones’ is a great off-time song.

## Тематика
Джерри Кантрелл рассказал о песне в интервью журналу RIP в 1993 году:

У нас [в Alice in Chains], конечно, очень саркастичное чувство юмора, даже по отношению к себе. Нужно уметь смеяться над собой. Музыка для нас — способ выплеснуть что-то серьёзное, потому что мы не особо разговорчивые ребята. Многим трудно говорить о глубоких эмоциях, о боли, обидах и всяком таком дерьме. «Them Bones» довольно прямолинейна. В ней есть немного сарказма, но в основном она о том, чтобы принять свою смертность и саму жизнь. Все когда-нибудь умрут. Вместо того чтобы бояться, нужно принять это как данность. Наслаждайся временем, которое тебе отведено. Живи на полную катушку, получай максимум удовольствия. Взгляни страху в лицо и живи. Некоторые мои родственники умерли довольно рано, так что у меня всегда была какая-то фобия по этому поводу. Смерть меня пугает. Думаю, она пугает многих. Это конец жизни, тут уж как посмотреть. Довольно страшная штука. «Them Bones» пытается унять эту мысль. Используй то, что осталось, и используй с умом.
Оригинальный текст (англ.)We [Alice in Chains] definitely have a very sarcastic sense of humor even toward ourselves. You have to be able to laugh at yourself. The music is a way for us to let some serious things out because we're not really talkative people. It's hard for a lot of people to talk about emotions that are really deep pain and hurt and shit like that. 'Them Bones' is pretty cut and dried. It's a little sarcastic, but it's pretty much about dealing with your mortality and life. Everybody's going to die someday. Instead of being afraid of it, that's the way it is: so enjoy the time you've got. Live as much as you can, have as much fun as possible. Face your fear and live. I had family members die at a fairly early age; so I've always had kind of a phobia about it. Death freaks me out. I think it freaks a lot of people out. It's the end of life, depending on your views. It's a pretty scary thing. 'Them Bones' is trying to put that thought to rest. Use what you have left, and use it well.

В примечаниях к сборнику Music Bank (1999) Джерри Кантрелл сказал о песне следующее:

Я думал о смертности, о том, что однажды мы станем грудой костей. Об этом думает каждый, неважно, верит ли он в загробную жизнь или в то, что после смерти всё закончится. Меня пугает, что все прекрасные события, знания и опыт, через которые ты прошёл, просто исчезнут вместе с тобой; что стоит навеки закрыть глаза, и всё это пропадёт безвозвратно.
Оригинальный текст (англ.)I was just thinking about mortality, that one of these days we’ll end up a pile of bones. It’s a thought for every human being, whether you believe in an after-life or that when we die, that’s it. The thought that all the beautiful things and knowledge and experiences you’ve been through just end when you end scares me, the thought that when you close your eyes for good, it’s gone forever.

## Видеоклип
Видеоклип на песню «Them Bones» вышел в 1992 году. Режиссёром стал Рокки Шенк, который также снял для группы клипы на песни «We Die Young», «What the Hell Have I» и «Grind». Видео вошло в сборник Music Bank: The Videos (1999). Клип также был показан в мультфильме «Бивис и Баттхед» (эпизод «Sick» 1993 года), где Баттхед заявил: «Это самое крутое видео, которое я когда-либо видел».
На видео группа исполняет песню в большой пещере. Перед группой находится лужа, где видно поющего Лейна Стейли, животных, которые едят и дерутся друг с другом, а также рождение ребёнка, что соответствует строкам из песни «Some say / We’re born into the grave» (с англ. — «Некоторые говорят / Мы рождены в могиле»).

## Выпуск и отзывы
«Them Bones» вышла в формате сингла 8 сентября 1992 года. Она достигла 24-го места в чарте Billboard Mainstream Rock Tracks и 30-го места в чарте Modern Rock Tracks. Британский сингл был выпущен 8 марта 1993 года. Песня вошла в топ-30 в Великобритании и Ирландии.
«Them Bones» — одна из самых известных песен группы. Нед Раггетт из Allmusic назвал композицию «кратким, жестким взрывом чистой, неизбежной риффовой силы, сосредоточенной и неустанной», и добавил, что «высказав точку зрения за две с половиной минуты, она останавливается — ни одной ноты не потрачено зря». В 2014 году песня заняла 6-е место в списке «10 лучших песен Alice in Chains» по версии Loudwire, а в 2021 году — 2-е место в списке «20 величайших песен Alice in Chains» по версии Kerrang!.

## Список композиций
| №  | Название             | Длительность |
| -- | -------------------- | ------------ |
| 1. | «Them Bones»         | 2:30         |
| 2. | «Bleed the Freak»    | 4:01         |
| 3. | «It Ain't Like That» | 4:37         |

## Участники записи
Alice in Chains
- Лейн Стейли — вокал;
- Джерри Кантрелл — электрогитара, бэк-вокал;
- Майк Старр — бас-гитара;
- Шон Кинни — ударные.

Продюсирование
- Дэйв Джерден — продюсирование, сведение.

## Чарты
| Чарт (1992—1993)                         | Номер позиции |
| ---------------------------------------- | ------------- |
| Australia (ARIA)                         | 93            |
| European Hot 100 Singles (Music & Media) | 76            |
| Ирландия (IRMA)                          | 22            |
| Великобритания (UK Singles Chart)        | 26            |
| США (Billboard Mainstream Rock)          | 24            |
| США (Billboard Alternative Songs)        | 30            |